# 6502

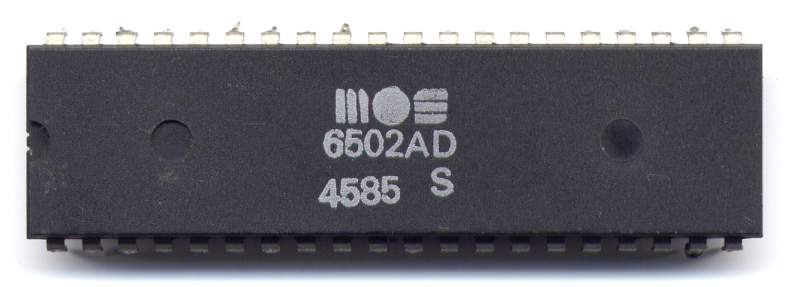
Um processador MOS 6502 em seu invólucro plástico DIP de 40 pinos.

O MOS Technology 6502 é um microprocessador de 8 bits projetado por Chuck Peddle para a MOS Technology em 1975. Quando foi apresentado, era a UCP completa mais barata do mercado, custando cerca de 1/6 (ou menos) do preço de dispositivos similares feitos por grandes empresas concorrentes, como Motorola e Intel. Era ainda mais rápido do que a maioria deles, e, juntamente com o Zilog Z80, deu origem a uma série de projetos de computadores que eventualmente resultaram na revolução dos computadores domésticos dos anos 1980. A fabricação do 6502 foi também suprida originalmente pela Rockwell e Synertek, e posteriormente licenciada para várias outras empresas; ele ainda é produzido para uso em sistemas embarcados.

## Descrição técnica
A lógica interna do 6502 funcionava na mesma velocidade do clock externo, mas apesar das baixas velocidades do clock o desempenho do 6502 era competitivo com outros CPUs contemporâneos que utilizavam clocks com mais velocidade. Isso se dá devido a máquina de estado simples que é implementada pela lógica computacional (sem relógio).   
A baixa frequência do clock moderou o requisito de velocidade da memória e periféricos acoplados ao CPU, já que apenas 50% do clico do clock estava disponível para o acesso à memória. 
Como o chip só aceitava a memória durante algumas partes do ciclo do clock, assim esses ciclos eram indicados pelo pino de baixa clock-out PHI 
, já outros chips podiam acessar a memória durante os momentos em que o 6502 estava fora do barramento. 
Endereçando
O chip utiliza registradores de índice e pilha efetivamente com vários modos de endereçamento, incluindo um modo rápido de "página direta", que é semelhante ao  encontrado no PDP-8, que acessava locais de memória dos endereços de 0 a 255 com um único endereço de 8 bits. Em alguns microcomputadores baseados em 6502 com um sistema operacional, o sistema operacional usava a maior parte da página direta, deixando apenas alguns locais para o usuário. 
Linguagem assembly
Uma instrução  em linguagem assembly 6502 consiste em um mnemônico de instruções de três caracteres, seguido por quaisquer operandos. As instruções utilizam operandos separados, mas tem como alvo um único registrador no modo endereçamento, combinando o registro de destino no mnemônico de instrução.

## Aplicações

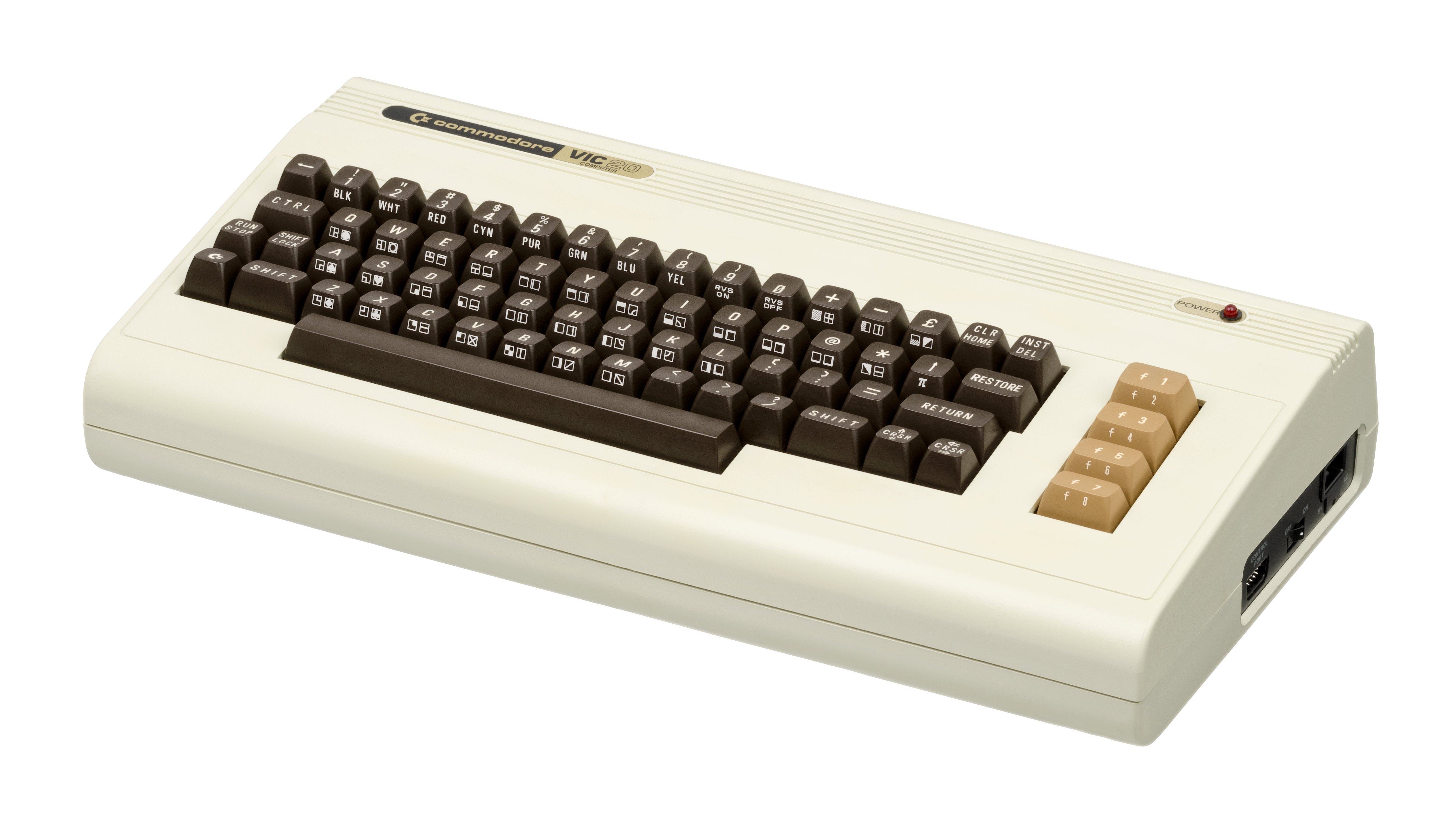
Commodore VIC-20.

O primeiro dispositivo a utilizar o microprocessador foi o Apple I em 1976, no ano seguinte foi utilizado no Apple II e no Commodore PET, em 1979 na família Atari de 8-bits. Na década de 1980 foi utilizado no Acorn Atom, BBC Micro, Oric e Commodore VIC-20.